# Скин-фактор
Скин-фактор — гидродинамический параметр, характеризующий дополнительное фильтрационное сопротивление течению флюидов в околоскважинной зоне пласта, приводящее к снижению добычи (дебита) по сравнению с совершенной (идеальной) скважиной.
Причинами скин-фактора являются гидродинамическое несовершенство вскрытия пласта, загрязнение околоскважинной зоны, прочие нелинейные эффекты (турбулентное течение, разгазирование, сжатие скелета горной породы и т. д.).

## Скин-фактор и приведённый радиус
По определению скин-фактор описывается формулой:

{\displaystyle S=\mathrm {ln} {\frac {r_{c}}{r_{c}^{*}}}}

где {\displaystyle S} — скин-фактор,
{\displaystyle r_{c}} — радиус реальной скважины по долоту в интервале вскрытия пласта,

{\displaystyle r_{c}^{*}} — приведённый радиус скважины — это модельный радиус совершенной (идеальной) скважины, при котором её расчётная продуктивность совпадает с продуктивностью реальной скважины при прочих равных условиях. После подстановки приведённого радиуса вместо реального радиуса в гидродинамические формулы, описывающие фильтрацию к совершенной скважине, эти формулы становятся пригодными для анализа реальной несовершенной скважины.

## Скин-фактор и продуктивность
Применяя уравнение Дюпюи для плоскорадиального установившегося потока несжимаемой жидкости к вертикальной скважине, получаем выражение для скин-фактора:

{\displaystyle S=\left({\frac {\eta _{0}}{\eta }}-1\right)\mathrm {ln} {\frac {R_{k}}{r_{c}}}}

где {\displaystyle \eta _{0}} — потенциальная продуктивность, которая может быть получена от совершенной скважины (при отсутствии скин-фактора),

{\displaystyle \eta } — фактическая продуктивность реальной скважины,

{\displaystyle R_{k}} — радиус контура питания (воронки депрессии), то есть расстояние от скважины до зоны пласта, где давление полагается постоянным и равным текущему пластовому давлению (примерно половина расстояния между скважинами),

{\displaystyle r_{c}} — радиус реальной скважины по долоту в интервале вскрытия пласта.

## Интерпретация скин-фактора
Если величина скин-фактора близка к нулю (практически с учётом погрешности определения: {\displaystyle -1<S<5}), то приствольная зона пласта считается неизменённой, а скважина совершенной (приблизительно {\displaystyle r_{c}^{*}=r_{c}}   и   {\displaystyle \eta =\eta _{0}}).
Большая положительная величина скин-фактора {\displaystyle S>5} (то есть {\displaystyle r_{c}^{*}<<r_{c}}   и   {\displaystyle \eta <<\eta _{0}}) свидетельствует о загрязнении приствольной зоны пласта и несовершенстве скважины.
В таком случае на скважине проводят геолого-технологические мероприятия (ГТМ) по интенсификации притока: дополнительная перфорация, свабирование, метод переменного давления (МПД), солянокислотные обработки (СКО), гидроразрыв пласта (ГРП) и др.
Значительная отрицательная величина скин-фактора {\displaystyle S<-1} (то есть {\displaystyle r_{c}^{*}>>r_{c}}   и   {\displaystyle \eta >>\eta _{0}}) наблюдается в случае повышенной проницаемости приствольной зоны пласта (трещины, каверны и т.д.), как результат мероприятий по увеличению дебита скважин (гидроразрыв пласта(ГРП), кислотных обработок (КО)), а также на наклонно направленных скважинах (ННС) и на скважинах с горизонтальным окончанием.
Часто «ложноотрицательные» значения скин-фактора получаются при интерпретации «недовосстановленных» кривых восстановления давления (КВД) без учёта «послепритока» в ствол скважины, когда на графике отсутствует участок плоскорадиального потока.